# Апатский, Владимир Николаевич
Владимир Николаевич Апатский (29 августа 1928 — 2 октября 2018) — советский и украинский фаготист, искусствовед, профессор Национальной музыкальной академии, народный артист Украины (1996).

## Биография
Родился 29 августа 1928 года в Минске (БССР). В четырёхлетнем возрасте остался без отца.
С детства играл на народных инструментах (гитаре, мандолине), позже импровизировал на фортепиано, играл в самодеятельном оркестре на трубе. В 1944 году поступил в Белорусский политехнический техникум и Минское музыкальное училище, которые окончил в 1948 году. В том же году поступил одновременно в Белорусскую государственную консерваторию (класс фагота) и Белорусский государственный политехнический институт (энергофак). Однако учиться в двух учебных заведениях оказалось слишком сложно. Политехнический институт покинул через год, а консерваторию (класс А. С. Кондрашова) окончил в 1953 году с отличием. В 1956 году окончил аспирантуру Ленинградской консерватории им. Римского-Корсакова (рук. Г. З. Ерёмкин).
В 1951—1953 годах — солист симфонического оркестра Большого театра оперы и балета БССР, следующие два года был солистом симфонического оркестра Ленинградского Малого театра оперы и балета, в 1955—1957 годах — солист симфонического оркестра Ленинградской филармонии, в 1957—1981 годах — солист симфонического оркестра Киевского театра оперы и балета им. Т. Г. Шевченко, преподаватель консерватории им. П. И. Чайковского (с 1967 года).
Автор методических работ «Динамика в игре на фаготе» (1967), «Некоторые вопросы совершенного исполнительства на духовых инструментах», «Амбушюр фаготиста»; монографий, среди которых «Методика обучения игре на фаготе», «Теория исполнительства и методика обучения игры на духовых инструментах», «История духового музыкально-исполнительского искусства»; 60 научно-методических работ по методике современного обучения и преподавания игры на фаготе и более 100 искусствоведческих статей, в частности по истории и развитию духового исполнительства Украины и СССР. В круг научных интересов Владимира Апатского входит акустическая природа духовых инструментов, анатомо-физиологическая основа исполнительской техники духовика, постановка и развитие компонентов исполнительства и тому подобное.
В 1989 году издал сборник статей «Теория и практика игры на духовых инструментах», куда вошли статьи украинских и российских ведущих педагогов Е. Носирева, К. Мюльберга, Е. Сурженка, М. Пушечникова, И. Якустиди. Материалы сборника представляют информацию по широкому кругу вопросов истории, теории и практики игры на духовых инструментах.
Лауреат II премии Белорусского конкурса музыкантов-исполнителей на духовых инструментах (1952), лауреат І премии Всесоюзного фестиваля советской молодёжи (1957).
Будучи концертмейстером группы фаготов в симфоническом оркестре Киевского Государственного театра оперы и балета, Владимир Апатский стал образцом мастерства и ответственности. Звук его фагота лёгкий, гибкий и достаточно выразительный. Оркестровые, сольные партии исполнял всегда весьма умеренно фразологично, так и динамически. Особенного мастерства добился в балетах П. И. Чайковского. Записал около 40 пластинок, среди них и сольные, существует большое количество фондовых записей его исполнения.
Заслуженный артист Украинской ССР, Народный артист Украины (1996), доктор искусствоведения (1993), профессор Национальной музыкальной академии Украины им. П. И. Чайковского (1986), член-корреспондент Украинской академии искусств (1997). Воспитал более 70 лауреатов конкурсов, среди его выпускников Ю. Дондаков, А. Кличевский, М. Костюк, Т. Осадчий и другие. Вице-президент Союза музыкантов-духовиков Украины, член Международной ассоциации исполнителей на духовых инструментах (англ. International Double Reed Society). Член жюри многих музыкальных конкурсов: Международный конкурс молодых исполнителей на деревянных духовых инструментах имени Д. Биды (Львов), Международный конкурс юных исполнителей на духовых и ударных инструментах «Сурмы Буковины» (Черновцы), «Классический Меридиан» (Киев), Международный музыкальный конкурс имени Вячеслава Старченко (Ровно) и др.
Награждён орденами «За заслуги» ІІ (2011) и III (2006) степени, «За мужество» ІІІ степени (1999), медалью «Защитнику Отчизны» (1999), Золотой медалью АГУ «за выдающиеся достижения в музыкальном искусстве» (2008).